# イッテラシャキット!!!
『イッテラシャキット!!!』は、シン・おはガールによるデビュー・デジタルシングルであり、2023年1月25日に日本コロムビアより配信リリースされた楽曲である。作詞：もりちよこ、作曲：小坂明子、編曲：坂東邑真。
本楽曲は、TXNネットワークの子供向け情報バラエティ番組『おはスタ!』から誕生したユニット「シン・おはガール」の初作品であり、番組のエンディングテーマとしても使用された。

## 楽曲の特徴
『イッテラシャキット!!!』は、「朝を元気に応援する」をテーマに制作されたポップチューンであり、シン・おはガールのメンバー自身が考えた朝のあるあるが歌詞に盛り込まれている。明るくテンポの良いメロディと元気いっぱいの掛け声が特徴で、子供たちの一日のスタートを盛り上げる内容となっている。

## シン・おはガールについて
シン・おはガールは、1997年から続く『おはスタ!』の伝統を受け継ぎ、2022年に行われた視聴者参加型プロジェクトによって選ばれた3名で構成されるユニット。それぞれがモデル、女優、ハロプロ研修生など多彩なバックグラウンドを持ち、番組内でのパフォーマンスや情報発信を通じて活躍している。
「シン・おはガール」の顔と『イッテラシャキット!!!』を全国各地に知られるように「全国イッテラリポート」という企画も実施。47都道府県制覇を目標にしていたが、1年での卒業が見込まれていたため、わずか8都府県しか行けなかった。

### メディア展開
- 『おはスタ!』での生放送パフォーマンス披露
- TVer・YouTubeチャンネル「おはスタチャンネル」での配信
- 番組エンディングテーマとして継続使用

### ユニットメンバー
1. ↑  後藤花（アンジュルム）、河村果歩（SUPER☆GiRLS）、土方エミリ